# Mycosphaerella suttonii
Mycosphaerella suttonii är en svampart som beskrevs av Crous & M.J. Wingf. 1997. Mycosphaerella suttonii ingår i släktet Mycosphaerella och familjen Mycosphaerellaceae.   Inga underarter finns listade i Catalogue of Life.